# 俺の彼女と幼なじみが修羅場すぎる
『俺の彼女と幼なじみが修羅場すぎる』（おれのかのじょとおさななじみがしゅらばすぎる）は、裕時悠示による日本のライトノベルおよびそれを原作とするメディアミックス作品。イラストはるろおが担当している。GA文庫（ソフトバンク クリエイティブ→SBクリエイティブ）より2011年2月から2022年2月まで刊行された。略称は「俺修羅」。「電子書籍アワード2014」ライトノベル部門では8位を獲得している。2021年3月時点でシリーズ累計部数は200万部を突破している。
スクウェア・エニックスの漫画雑誌、『月刊ガンガンJOKER』2011年7月号よりコミカライズ作品の連載が開始された。作画は七介が担当。また、2011年10月25日発売の『月刊ビッグガンガン』創刊号より、裕時がシナリオを、稲瀬信也が作画を担当するスピンオフ漫画、『俺の彼女と幼なじみが修羅場すぎる+H』（おれのかのじょとおさななじみがしゅらばすぎる プラスエッチ）が、同じく『ヤングガンガン』同年21号より、まりもによる4コマ漫画、『俺の彼女と幼なじみが修羅場すぎる4コマ』（おれのかのじょとおさななじみがしゅらばすぎるよんコマ）が連載された。
テレビアニメが2013年1月から3月まで放送された。

## あらすじ
県立羽根ノ山高校（通称ハネ高）1年1組の季堂鋭太は、ある理由から色恋沙汰には脇目も振らず、学年トップの高成績を達成していた。ところがある日、帰国子女で校内一の美人と評判の夏川真涼から突然「一緒に帰りませんか？」と誘われる。真意を測りかね断ったものの、連日誘われ続けたあげく衆人環視の中で「告白」されてしまう。実は真涼は恋愛沙汰に嫌悪感しか抱けない「恋愛アンチ」であり、連日男子から告白されては断るという日々にうんざりしており、同類と見込んだ鋭太に偽装カップルを演ずることを持ちかけたのだった。
面倒なことはご免と拒絶した鋭太だったが、弱み（中学時代の中2病全開の日記）をたてに取られ、偽装カップルを了承する羽目となる。鋭太と真涼のカップル成立は校内でまたたく間に評判となるが、「幼なじみ」の春咲千和を巻き込んだ「自らを演出する乙女の会」の活動過程で決定的な「修羅場」を招いてしまう。さらに「元カノ」を自称する秋篠姫香と、風紀委員で「婚約者」の冬海愛衣が次々と加わり、ことあるごとに鋭太が『修羅場すぎる！』と慨嘆する展開が続くことになる。

## 登場人物
担当声優は、ドラマCD版 / テレビアニメ版の順で記載。声優1名だけの記載の場合は、テレビアニメ版のみであることを示す。

### 羽根ノ山高校

#### 自演乙の会（自らを演出する乙女の会）
季堂 鋭太（きどう えいた）
声 - 間島淳司 / 逢坂良太
本作の主人公で、「自演乙の会」唯一の男子会員。学年トップの優等生だが、中学時代は中の下の成績だった。幼い頃、恋愛病患者のようだった両親がやがて不仲になり、挙句の果てに中学3年の夏に自分1人を置いて、お互い密かに作っていた恋人と二人揃って蒸発したことから、恋愛全般に対し強固な不信感を持ってしまい、「恋愛アンチ」を自負している。
両親の蒸発という圧倒的現実に打ちのめされるまでは、中2病的思考を書き綴った日記を付け、行動にも移していた。日記帳はお気に入りの動物図鑑のケースに隠していたが、誤って古書店に売却したため真涼の手に渡ってしまう事態となった。
中学生時代は少しでも目立とうと破天荒な（中2病的な）行動を取っていた。しかし、両親の蒸発や千和の交通事故などを経て、現在は価値観が変わっている。優等生になったのも、地元国立大学医学部の推薦入学枠を勝ち取るため中学3年後半以降の勉学一筋の実績だが、その動機は千和の体を治すためであり、真涼は最初からそれを知っている。
ハーレムのような状態になっているが、恋愛アンチのため原作最新刊の時点ですら「好きな人はいない」と思っている。しかし、真涼に関しては以前まではノートのために嫌々偽彼氏を演じていたが、原作6巻の時点では放っておけない存在になっており、「自分を必要としてくれるなら恋人という名目でも偽彼氏という名目でも構わないからずっとそばにいてやりたい」と思っている。また、偽装カップルが解消された今でも彼女を気にかけており、彼女に困ったことがある際は、助けたいと想っている。
両親の蒸発で孤独の身となった鋭太を引き取ったのが現在の保護者である伯母の冴子だが、仕事（ゲームクリエイター）でほとんど家に帰れないため、家事全般を担当するようになったことでスキルが著しく上達している。
春咲 千和（はるさき ちわ）
声 - 豊崎愛生 / 赤﨑千夏
本作のヒロインの一人で、鋭太の『幼なじみ』。クラスは1年5組。小1から隣家に住み、鋭太を「えーくん」と呼ぶ。名前と仔犬を連想させる小柄な体格から「チワワ」のあだ名があり、本人もペンネームとして『かわゆいチワワ』を使っている。肉料理が好物で、もてる話には興味があり特に女性雑誌「パチレモン」のファン。
小学校1年の頃から剣道を嗜んでおり、全国大会出場を狙える剣道部期待のエースであったが、中学3年の夏に交通事故で腰に深刻な重傷を負い、激しい運動が出来なくなったために剣道を諦めなければならなくなった。現在は大手術とリハビリのすえ、日常生活に問題ないまで回復し、多少なら剣道の動作もできるが、無茶をしそうになると鋭太は本気で怒っている。
高校進学後、鋭太に（一般論として）「幼馴染が彼女なんてありえない」と言われたことに反発し「モテまくる」と宣言した。さらに鋭太と真涼が偽装カップルとなってからは、真涼に対して強烈な敵愾心を燃やしていて、成り行きで「自演乙の会」に入部する羽目となった。
小学校入学直前の3月からのお隣さん。何かにつけ「大好き」「愛してる」と言い続け、鋭太は「ありがとう」の意味にしか取っていなかったが、実はずっと本気だった模様。
料理は下手で、普通に不味かった。長らく鋭太の手料理を食べさせられていたが、真涼の出現に奮起し練習した結果、鋭太に「うまい」と言わせるだけの技量を身に付けている。
夏川 真涼（なつかわ ますず）
声 - 斎藤千和 / 田村ゆかり
本作のヒロインの一人で、鋭太の『彼女』。同じ1年1組のクラスメイト。9年間を海外で過ごした帰国子女で、銀色のストレートヘアと蒼い瞳が特徴。鋭太のファーストキスの相手でもある。過去の出来事から、鋭太と同様に恋愛を憎んでいる。
校内一の美人と評判で、連日の告白に疲れ、鋭太に偽装カップル（「フェイク」）を持ちかける。当然、千和とは緊張関係となるが、「自らを演出する乙女の会」（自演乙の会）を結成し、千和の「幼なじみ」意識を逆手にとって鋭太が彼氏であることを見せつけ、この時点では優位に立っていた。しかしながら、千和はもちろん、鋭太に恋する姫香と愛衣は本来真涼にとってライバルのはずだが、同時に得難い友人でもある。このことが真涼の心理を大きく捉えている。
一方で偽装カップルの鋭太に対しては、当初は成績の事や千和と仲良くしていることの嫉妬心から嫌悪感を抱いていた。しかし本性を現した上偽装カップルを強要したにも関わらず嫌われるどころか、寧ろ優しく接してくれる彼に戸惑いながらも徐々に惹かれていき、自分で自分の気持ちが判らなくなってしまう。さらにライバルたちに嫉妬を示すようにもなっている。
実家はスウェーデンにあり、社交界では飾り物の隠喩で『宝石』と評されていた。当然裕福ではあるが、真涼自身が自由に使える資金は限られている。母違いの妹である真那とは、愛憎とわだかまりに遮られ、本心を明かしがたい距離感に悩まされ、さらに実の母と父の関係から要求される自らの立ち位置が人間不信をこうじさせるなど、十代の少女としては過大な負荷を背負わされている。
一人暮らしだが料理は破滅的に下手で、食事は主にウイダーインゼリーやカロリーメイトおよびレトルト食品に頼っている。また、『ジョジョ』の愛読者で、会話のそこここにネタを仕込むばかりか、部室に自費で単行本を揃えるほど。
秋篠 姫香（あきしの ひめか）
声 - 金元寿子
本作のヒロインの一人で、鋭太の『元カノ』。クラスは1年2組。黒髪で髪型はおかっぱ。鋭太が千和を護るため、駅前で不良少年と闘う様子を観て恋に落ちる。以後、前世で付き合っていたと主張する「中2病の元カノ」。鋭太の中2病残滓に親和性が高く、ことあるごとに無機的な台詞で想いを告げるうち、次第に積極的な行動が身に付き、苦手だった姉に「好きなひとが、できた！」と言えるほどに強くなっている。
中2病だけあってマンガやアニメが大好きで、姉の優華に厳しい目を向けられていた。しかしそのきっかけは幼稚園の頃に、絵本『不思議の国のアリス』を優華に読んでもらったことで、「反発しながらも姉が大好きな妹」その2である。実はかなり着やせする体型をしており、小柄で華奢な体型だが真涼の次に巨乳である。
秋篠家は江戸時代から続く老舗「旅館あきしの」を経営しており、女子は高校に進学したら仲居の修業をするのがしきたりとされていた。姫香はそれを拒んでいたが、姉との一件以降「ただのお手伝い」と称し、お客さんの相手に取り組んでいる。
冬海 愛衣（ふゆうみ あい）
声 - 茅野愛衣
本作のヒロインの一人で、鋭太の『婚約者』。クラスは1年3組で風紀委員に所属。性格は真面目一辺倒で、成績は学年3位。風紀委員として「自演乙の会」を廃部にしようと画策するが、夏期講習で鋭太と同じクラスになり、昔の『約束』を思い出させた後に、自らも入部しリーダーを称する。
カオルとは同じ小学校で、小学校1年から4年まで同級であり、小学5年生の1学期に県外に引っ越したが高校1年生の春に再び羽根ノ山市へ戻ってきた。母親を亡くし、父親、弟と共に暮らしており、父親の仕事の都合で引っ越しを繰り返している。
10年前、鋭太と同じ「わかば幼稚園ほし組」に在籍し『けっこんのやくそく』をしたが、直後に引っ越しで離れ離れになった。高校入学で再会したが、鋭太は想い出の丘に連れてこられるまで忘れていた。愛衣は手書きの『こんいんとどけ』を大事に持っていて、海での合宿で鋭太が握りしめた際の血痕を結婚の約束と信じ込んで、自らの絶対的優位を確信している。
「自演乙の会」に対抗するうち、付き合っている彼氏が居ると虚勢を張って、姫香に『恋愛マスター』と崇拝される羽目となり、肝心の鋭太へのアピールを妨げられ、涙する展開となっている。
ビッグガンガンにて連載されたスピンオフ漫画「俺の彼女と幼なじみが修羅場すぎる 愛」では主人公を務めている。

#### 学園の生徒
遊井 カオル（あそい カオル）
声 - 小林ゆう / 種田梨沙
鋭太の『親友』。愛衣の幼馴染。同じ1年1組のクラスメイトで生徒会書記。中性的な外見をした男子生徒で、成績は学年20位。中学3年の時に鋭太と同じクラスになってからの付き合いで、鋭太や千和の家庭の事情をある程度知りながら踏み込んでこない。鋭太曰く「聞き上手」「人間関係の達人」。
千和とも付き合いがあり応援しているが、小学校で同級生だった愛衣のことも応援している。さらに自分自身も鋭太に対する『好意』を見せることがある。何らかの『秘密』があるらしく、愛衣はその真相を知っている模様。
カオルとは双子だと主張する遊井カオリと名乗る妹がいる。外見も受ける印象もカオルとそっくりであるため、鋭太はカオルが女装したのではないかと疑っていたが、愛衣の弟の勇樹がカオリを知っていたため、確信を持てずにいる。
山本（やまもと）
声 - 村田太志
1年1組の男子生徒、サッカー部。真涼のことが好きで、隣の席になった鋭太を羨ましがっていた。その後も夏期講習などで、とかく顔を見せている。
赤野 メイ（あかの メイ）
声 - 大坪由佳
1年1組の女子生徒。さつきの親友で、千和の友人。赤い髪に「R」型のヘアピンで前髪を整えている。誰とでも仲良くなる娘。
青葉 さつき（あおば さつき）
声 - 山崎はるか
1年1組の女子生徒。メイの親友で、千和の友人。有名バンド「デッチリ」のファンで、特にギターには詳しい。青い髪に「b」型のヘアピンで前髪を整えている。
坂上（さかがみ）
声 - 花江夏樹
1年1組の男子生徒。「坂上先輩」の弟。赤野メイと仲がよい。
坂上 拓也（さかがみ たくや）
声 - 鈴村健一
3年生の男子生徒で「坂上先輩」こと坂上の兄。バスケット部のエースで古いギターのコレクター。女子からも人気があるが、好青年を演じているだけである。本性は二股や三股は当たり前で飽きたら捨てるを繰り返している女誑し。休日は不良グループとつるんでいる。
最上 ゆら（もがみ ゆら）
1年1組の女子生徒。千和の友達で、夏休み明けの実力テストで1位を取る（鋭太は2位に陥落）。本人は成績を意識しておらず、40、50位から「ボーッとして」首位を獲得したため、鋭太にライバル認定される。
また、大のカラオケ好きで｢カラオケ｣という言葉を聞くと付いてきてしまうほど。ただし歌を歌ったとしてもすべて｢はにはにほ〜｣としか聞こえないため季堂鋭太から疎まれている。が、本人は気にしていない。

### 親族・家族関係者
季堂 美星（きどう みほし）
鋭太の母。本編開始の1年前に互いに相手を見つけ蒸発した両親の1人。若作りをしており実年齢よりも大分若く見える。40歳。
冬期講習を受けに塾へやって来た愛衣が逃げ出し、一度真涼の家に寄ったのち探して見つかった歩道橋の上で偶然出会ってしまい、あの男に飽きたからまた一緒に住もうというようなことを話している。そういった事から、自分達の身勝手さが息子である鋭太にどれだけの事をしたのかと言う自覚は全く無い模様。
桐生 冴子（きりゅう さえこ）
声 - 名塚佳織
鋭太の伯母で独身。両親の身勝手で孤独の身となった彼を引き取り、保護者となっている。ゲーム会社「ソフトダンク」のゲームクリエーター。ギャルゲーや乙女ゲームの制作（シナリオ、プログラム、グラフィック、音楽などを担当する自称「なんでも屋」。仕事がキツイと『へろへろモード』に陥るが、帰宅して鋭太の手料理を摂取すれば、スタイル美人の『覚醒モード』となる。
夏川 真那（なつかわ まな）
声 - 東山奈央
サブヒロイン。真涼の妹。隣町の名門、私立ネナカ女学院中等部の3年生。金髪碧眼で髪型はツインテール。
かなりの毒舌家で、真涼とは互いの両親のわだかまりを背負った経緯がある模様だが、悪い人間ではない。真涼に対し苛立ちを持ちながらも親愛の情を抱いており、鋭太に対し「お姉ちゃんのカレシ」として内心を覗かせている。姉に続き鋭太とキスを交わした一人だが、他のヒロインよりも一歩引いた立場となっている。初対面でぶつかった姫香とは同じ妹という立場で通ずるものがあり、友人関係を結んでいる。
安岡（やすおか）
声 -  柳田淳一
真那のボディーガード。真那曰く「経歴聞いたらチビる」ような経歴をもつらしい。
真涼と真那の父親
羽根ノ山市に地盤を持つ政治家。スウェーデンの社交界でも一定の地位を占めている。真涼を母から引き離し自分の『宝石』として扱ったり、真那にボディーガード兼お目付役を付き添わせて問題行動をもみ消したりと、なかなかに腹黒く狡猾な人物。
秋篠 優華（あきしの ゆうか）
姫香の姉。大学3年生で、家業を継ぐため、東京の大学で経営学を学んでいる。跡継ぎの自覚が非常に強く、姫香にも一見きつくあたるが、引っ込み思案の妹を案ずる想いの一面でもある。鋭太や真涼、そして真那といった友達が出来ていることに安堵し、東京に戻る。
冬海 勇樹（ふゆうみ ゆうき）
愛衣の弟。現在、小学5年生で少年野球に入っている。まじめで礼儀正しい少年。カオルの妹、カオリと昔から面識があり、「ゆーくん」と呼ばれている。鋭太のことは姉から日常的に色々聞いている。

### その他
糸谷（アニメ版では名前は明かされていない）
古文教師で茶道部の元顧問。部室目当ての真涼に乗せられ、「自らを演出する乙女の会」顧問に就任。
美空 美晴（みそら みはる）
『俺の彼女と幼なじみが修羅場すぎる+H』に登場。私立フィフネル女子中学に通う2年生。隣家に住んでいた4歳年上の幼馴染を「お兄ちゃん」と呼び慕っていたが、死別してしまい、鋭太がその幼馴染に似ていたことから彼のことも「お兄ちゃん」と呼んで慕うようになる。
父親はフィフネル女子中学の理事長で、他にもいくつか学校を経営しており、羽根ノ山高校の校長と友人でもあるため、そのコネクションを利用して姫香や愛衣が入部する前の自演乙の会に中学生でありながら入部しようとした。
2学期からは地元を離れ東京の全寮制学校に入学させられることになっている。
田中 好恵（たなか よしえ）
声 - 三上枝織
鋭太の中学時代の同級生。生徒会役委員。新谷の彼女。当時鋭太の片思いの相手。
新谷（しんたに）
声 - 増田俊樹
鋭太の中学時代の同級生。好恵の彼氏。
河地 りん（かわち りん）
声 - 洲崎綾
ミス・俺デレコンテストの出場者の一人。
鈴宮 よしの（すずみや よしの）
声 - 山崎はるか
ミス・俺デレコンテストの出場者の一人。10歳。父親の感謝を語ったことからコンテストの優勝者となった。

## 用語
バーニング・ファイティング・ファイター
季堂鋭太が中学時代に中二病だった頃、「竜騎士」になりきっていた姿で、ワイバーンとの宿命の戦いに身を捧げる男として自ら設定したキャラクター。漢字表記は｢暁の聖竜騎士｣。アニメ版ではワイバーンに立ち向かうシーンで銀の鎧と兜に赤マントを身に付け剣などを持ち歩いていた。また中2ノートには右手には紋章という設定で、必殺技は「フェイトダークブラックフレイム」などが書き記されている。
中二病
中学二年生頃の思春期の少年少女にありがちな思い込みよる症状で、医学的な治療の必要とされる「病気」または「精神疾患」とは無関係で、自分には特殊な能力があるという錯覚、万能感や、オカルト的な思考に支配されて、設定したキャラになりきるというもの。なお中二病はいくつかの類型がある。
自らを演出する乙女の会
夏川真涼が春咲千和の彼氏を探す手伝いを名目に古文教師の糸谷（アニメ版では茶道部の元顧問以外は名前は明かされていない）を顧問につけ結成した倶楽部。略して「自演乙（じえんおつ）」。部室は昔廃部した茶道部を使用している。数々の問題行動で風紀委員に目をつけられる。
中2ノート
季堂鋭太が中学に書いた日記。当時鋭太が動物図鑑のケースに隠していたが、その日記は古書店経由で夏川真涼の手に渡ってしまっており、真涼には絶対に逆らうことが出来ない状態となっている。真涼が自らを演出する乙女の会で使用する際に使われる。
バーニング・プリン・プリンセス
秋篠姫香が中二病の時に名乗っている真名。漢字表記は「暁の聖竜姫」。

## 制作背景
「かわいく＆カッコつけたけど失敗」というあるあるネタをもとにして日常系作品を作るという構想が当初から存在していた。そして著者の裕時悠示は「超ド級なラブストーリー」を目指したいという考えがあり、それを聞いた担当編集者によればデビュー作の実績を踏まえると「残念で面白いコメディ作品」になると勧めたところ、結果的に素晴らしいバランスのラブコメ作品になったとのこと。

## 既刊一覧

### 小説
第3巻にはキャラクター設定集、裕時悠示による書き下ろし小説、るろおによる書き下ろし漫画が収録された小冊子付きの限定版も発売された。第6.5巻には『俺の彼女と幼なじみが修羅場すぎる+H』と描きおろし短編が収録される。
- 裕時悠示（著）・るろお（イラスト） 『俺の彼女と幼なじみが修羅場すぎる』 ソフトバンククリエイティブ→SBクリエイティブ〈GA文庫〉、全19巻
1. 2011年2月28日初版発行（2月15日発売[12]）、ISBN 978-4-7973-6396-8
2. 2011年6月30日初版発行（6月15日発売[13]）、ISBN 978-4-7973-6561-0
3. 2011年9月30日初版発行（9月15日発売[14]）、ISBN 978-4-7973-6678-5 / 978-4-7973-6679-2（小冊子付き限定版）
4. 2011年12月31日初版発行（12月15日発売[15]）、ISBN 978-4-7973-6815-4
5. 2012年7月31日初版発行（7月15日発売[16][17]）、ISBN 978-4-7973-6971-7 / 978-4-7973-6972-4（「別冊パチレモン付き」限定版）
6. 2013年1月31日初版発行（1月15日発売[18]）、ISBN 978-4-7973-7284-7
6.5. 2013年2月28日初版発行（2月15日発売[19]）、ISBN 978-4-7973-7285-4
7. 2014年2月28日初版発行（2月15日発売[20]）、ISBN 978-4-7973-7555-8
8. 2014年7月31日初版発行（7月15日発売[21][22]）、ISBN 978-4-7973-7735-4 / ISBN 978-4-7973-7734-7（ドラマCD付き限定特装版）
9. 2015年1月31日初版発行（1月15日発売[23]）、ISBN 978-4-7973-6561-0
10. 2015年12月31日初版発行（12月15日発売[24]）、ISBN 978-4-7973-8324-9
11. 2016年6月30日初版発行（6月15日発売[25]）、ISBN 978-4-7973-8751-3
12. 2016年11月30日初版発行（11月15日発売[26][27]）、ISBN 978-4-7973-8829-9 / ISBN 978-4-7973-8830-5（ドラマCD付き限定特装版）
13. 2017年9月30日初版発行（9月15日発売[28]）、ISBN 978-4-7973-9153-4
14. 2020年5月31日初版発行（5月14日発売[29]）、ISBN 978-4-8156-0621-3
15. 2020年9月30日初版発行（9月11日発売[30]）、ISBN 978-4-8156-0754-8
16. 2021年3月31日初版発行（3月12日発売[31]）、ISBN 978-4-8156-0755-5
17. 2021年9月30日初版発行（9月14日発売[32]）、ISBN 978-4-8156-1074-6
18. 2022年2月28日初版発行（2月11日発売[33]）、ISBN 978-4-8156-1075-3

### 漫画
- 裕時悠示（原作）・るろお（キャラクター原案）・七介（作画） 『俺の彼女と幼なじみが修羅場すぎる』 スクウェア・エニックス〈ガンガンコミックスJOKER〉、全7巻
  1. 2011年12月15日初版発行（同日発売[34]）、ISBN 978-4-7575-3433-9
  2. 2012年4月21日初版発行（同日発売[35]）、ISBN 978-4-7575-3571-8
  3. 2012年7月14日初版発行（同日発売[36]）、ISBN 978-4-7575-3656-2
  4. 2012年12月22日初版発行（同日発売[37]）、ISBN 978-4-7575-3833-7
  5. 2013年6月22日初版発行（同日発売[38]）、ISBN 978-4-7575-3990-7
  6. 2013年10月22日初版発行（同日発売[39]）、ISBN 978-4-7575-4093-4
  7. 2014年4月22日初版発行（同日発売[40]）、ISBN 978-4-7575-4287-7
- 裕時悠示（原作）・るろお（キャラクター原案）・稲瀬信也（作画） 『俺の彼女と幼なじみが修羅場すぎる+H』 スクウェア・エニックス〈ビッグガンガンコミックス〉、全2巻
  1. 2012年7月14日発売[41]、ISBN 978-4-7575-3657-9
  2. 2012年12月22日発売[42]、ISBN 978-4-7575-3850-4
- 裕時悠示（原作）・るろお（キャラクター原案）・まりも（作画） 『俺の彼女と幼なじみが修羅場すぎる4コマ』 スクウェア・エニックス〈ヤングガンガンコミックス〉、全2巻
  1. 2012年7月14日発売[43]、ISBN 978-4-7575-3658-6
  2. 2013年1月12日発売[44]、ISBN 978-4-7575-3851-1
- 裕時悠示（原作）・るろお（キャラクター原案）・睦茸（作画） 『俺の彼女と幼なじみが修羅場すぎる 愛』 スクウェア・エニックス〈ビッグガンガンコミックス〉、2013年10月22日発売[45]、ISBN 978-4-7575-4094-1
- 裕時悠示（原作）・るろお（キャラクター原案） 『俺の彼女と幼なじみが修羅場すぎる コミックアンソロジー』 スクウェア・エニックス〈ガンガンコミックスJOKER〉、2013年3月22日発売[46]、ISBN 978-4-7575-3907-5

### ガイドブック
- 『俺の彼女と幼なじみが修羅場すぎる コンプリートブック』2013年8月31日発売、ISBN 978-4-05-405725-8

## ドラマCD
HOBiRECORDSより2011年7月29日に発売。第2巻は同年10月28日に発売。
1. HBDC-095
2. HBDC-097

## Webラジオ
HOBiRECORDSの特設サイトでインターネットラジオ番組『修羅ラジ』が2011年4月28日より不定期更新で放送されていた。
- パーソナリティ：斎藤千和、間島淳司（第10回）
- 聞き手・合いの手：間島淳司（第7 - 9回）

2012年12月14日から2013年8月30日まで、テレビアニメ版のインターネットラジオ番組『ラジオの婚約者と幼なじみが修羅場すぎる』が毎週金曜日に公式サイトと音泉にて配信された。レギュラー配信は全38回。その後、原作8巻ドラマCD付き限定特装版の発売に合わせ、2014年7月15日に公式サイトとニコニコ動画にて第39回が、また原作12巻ドラマCD付き限定特装版の発売予定解禁に合わせ、2016年8月10日にYouTubeとニコニコ動画にて第40回が配信された。
- パーソナリティ：赤﨑千夏、茅野愛衣
- 関連商品

| ラジオの婚約者と幼なじみが修羅場すぎる | ラジオの婚約者と幼なじみが修羅場すぎる | ラジオの婚約者と幼なじみが修羅場すぎる | ラジオの婚約者と幼なじみが修羅場すぎる |
| Vol                                    | 発売日                                 | 収録内容                               | 規格品番                               |
| -------------------------------------- | -------------------------------------- | -------------------------------------- | -------------------------------------- |
| 1                                      | 2013年5月22日                          | 新規録りおろし（オーディオCD）         | TBCR-0121                              |

## テレビアニメ
2012年7月にテレビアニメ化が発表され、2013年1月より3月までTOKYO MX、朝日放送、BS11ほかにて放送された。
TOKYO MXでの放送開始前の2012年12月24日には日本橋三井ホールで、朝日放送での放送開始前の2013年1月8日にはABCホールでそれぞれ放送前イベントが開催され、主要声優陣が登壇した。また、放送中には原作出版社が同じテレビアニメ『這いよれ! ニャル子さんW』とのコラボレーションが行われ、それ専用の公式サイトの開設やイベントの開催が行われた。これは2012年秋に『這いよれ! ニャル子さんW』の製作が決定した際、本作の真涼がお祝いソングを動画としてニコニコ動画で公開したことがきっかけとなっている。

### スタッフ
- 原作 - 裕時悠示（GA文庫 / ソフトバンククリエイティブ刊）[8]
- 原作イラスト - るろお[8]
- 監督 - 亀井幹太[8]
- シリーズ構成 - 浦畑達彦[8]
- キャラクターデザイン・総作画監督 - 大塚舞[8]
- プロップデザイン - 尾崎智美[8]
- 色彩設定 - 坂本いづみ[8]
- 美術監督 - 湯澤康之[8]
- 撮影監督 - 廣岡岳[8]
- 編集 - 坪根健太郎[8]
- 音響監督 - 明田川仁[8]
- 音楽 - 太田雅友[54]
- プロデューサー - 石川達也[55]
- アニメーションプロデューサー - 五十嵐守[55]
- 制作 - A-1 Pictures[8]
- 製作 - 「俺修羅」製作委員会（アニプレックス、ソフトバンククリエイティブ）[54]

### 主題歌
「Girlish Lover」
赤﨑千夏、田村ゆかり、金元寿子、茅野愛衣らメインヒロインからなる「自らを演出する乙女の会」によるオープニングテーマ。作詞は小田倉奈知、作曲は太田雅友、編曲はEFFY。
歌詞中に言葉遊び的なフレーズが盛り込まれたポップソング。CDは単独発売されていないが、BD/DVD完全生産限定版第1巻の特典として同梱されている。
「W:Wonder tale」
田村ゆかりによるエンディングテーマ。作詞は畑亜貴、作曲・編曲は太田雅友。

### 各話リスト
| 話数 | サブタイトル               | 脚本     | 絵コンテ   | 演出       | 作画監督                    |
| ---- | -------------------------- | -------- | ---------- | ---------- | --------------------------- |
| #1   | 高校生活のスタートは修羅場 | 浦畑達彦 | 亀井幹太   | 亀井幹太   | 大塚舞                      |
| #2   | 新しい部を結成して修羅場   | 浦畑達彦 | 堀之内元   | 青柳宏宜   | 福島豊明、服部憲知          |
| #3   | 幼なじみの涙で修羅場       | 浦畑達彦 | 渡辺了     | 原田孝宏   | 小林恵祐                    |
| #4   | 男の戦いは修羅場           | 浦畑達彦 | 上原秀明   | 上原秀明   | 山野雅明                    |
| #5   | ラブレターの真相は修羅場   | 冨田頼子 | 大原実     | 高島大輔   | 野田康行                    |
| #6   | 灰色の世界を切り裂く修羅場 | 浦畑達彦 | 宮浦栗生   | 柴田彰久   | 須藤智子                    |
| #7   | 夏期講習なのに修羅場       | 冨田頼子 | 金子伸吾   | 青柳宏宜   | 小澤円、竹田欣弘            |
| #8   | 映画館Wデートで修羅場      | 浦畑達彦 | 柳沼良和   | 柳沼良和   | 須藤智子、山野雅明 小林恵祐 |
| #9   | よみがえる約束は修羅場     | 亀井幹太 | 亀井幹太   | 柴田彰久   | 服部憲知、徳田夢ノ介        |
| #10  | 夏合宿の会議で修羅場       | 裕時悠示 | 渡辺了     | 下田正美   | 山野雅明、小澤円 徳田夢之介 |
| #11  | 合宿前夜のワクワクは修羅場 | 冨田頼子 | 福田道生   | 徳本善信   | 野田康行                    |
| #12  | 謀略の結末は修羅場         | 冨田頼子 | 出合小都美 | 出合小都美 | 小林恵祐、須藤智子          |
| #13  | 新しい世界への修羅場       | 浦畑達彦 | 亀井幹太   | 亀井幹太   | 山野雅明、徳田夢之介        |

### 放送局
| 放送地域   | 放送局       | 放送期間                | 放送日時                     | 放送系列         | 備考                                               |
| ---------- | ------------ | ----------------------- | ---------------------------- | ---------------- | -------------------------------------------------- |
| 東京都     | TOKYO MX     | 2013年1月6日 - 3月31日  | 日曜 0:00 - 0:30（土曜深夜） | 独立局           | 『E!TV』枠                                         |
| 栃木県     | とちぎテレビ | 2013年1月6日 - 3月31日  | 日曜 0:00 - 0:30（土曜深夜） | 独立局           |                                                    |
| 群馬県     | 群馬テレビ   | 2013年1月6日 - 3月31日  | 日曜 0:00 - 0:30（土曜深夜） | 独立局           |                                                    |
| 神奈川県   | tvk          | 2013年1月6日 - 3月31日  | 日曜 0:00 - 0:30（土曜深夜） | 独立局           |                                                    |
| 埼玉県     | テレ玉       | 2013年1月6日 - 3月31日  | 日曜 0:30 - 1:00（土曜深夜） | 独立局           |                                                    |
| 千葉県     | チバテレビ   | 2013年1月6日 - 3月31日  | 日曜 0:30 - 1:00（土曜深夜） | 独立局           |                                                    |
| 愛知県     | テレビ愛知   | 2013年1月6日 - 3月31日  | 日曜 1:50 - 2:20（土曜深夜） | テレビ東京系列   |                                                    |
| 福岡県     | RKB毎日放送  | 2013年1月6日 - 3月31日  | 日曜 2:45 - 3:15（土曜深夜） | TBS系列          |                                                    |
| 北海道     | 北海道放送   | 2013年1月6日 - 3月31日  | 日曜 2:48 - 3:18（土曜深夜） | TBS系列          |                                                    |
| 近畿広域圏 | 朝日放送     | 2013年1月10日 - 4月4日  | 木曜 2:18 - 2:48（水曜深夜） | テレビ朝日系列   | 『水曜アニメ〈水もん〉』第1部 局独自の追加修正あり |
| 日本全域   | BS11         | 2013年1月13日 - 4月7日  | 日曜 0:00 - 0:30（土曜深夜） | BS放送           | 『ANIME+』枠                                       |
| 日本全域   | AT-X         | 2013年1月17日 - 4月11日 | 木曜 22:00 - 22:30           | アニメ専門CS放送 | リピート放送あり                                   |

| 放送地域 | 放送局             | 放送期間                | 放送日時                     | 放送系列   | 備考 |
| -------- | ------------------ | ----------------------- | ---------------------------- | ---------- | ---- |
| 日本全域 | ニコニコ生放送     | 2013年1月11日 - 4月5日  | 金曜 0:00 - 0:30（木曜深夜） | ネット配信 |      |
| 日本全域 | ニコニコチャンネル | 2013年1月11日 - 4月5日  | 金曜 0:30 更新（木曜深夜）   | ネット配信 |      |
| 日本全域 | バンダイチャンネル | 2013年1月17日 - 4月11日 | 木曜 12:00 更新              | ネット配信 |      |
| 日本全域 | 楽天ショウタイム   | 2013年1月18日 - 4月12日 | 金曜 12:00 更新              | ネット配信 |      |

特別番組
TOKYO MX・とちぎテレビ・群馬テレビ・BS11では、放送開始前に特別番組「自らを演出する乙女の特番」を放送した。ナレーションは中谷一博。
| 放送地域 | 放送局       | 放送日         | 放送時間                     | 放送系列 | 備考         |
| -------- | ------------ | -------------- | ---------------------------- | -------- | ------------ |
| 東京都   | TOKYO MX     | 2012年12月30日 | 日曜 0:00 - 0:30（土曜深夜） | 独立局   | 『E!TV』枠   |
| 栃木県   | とちぎテレビ | 2012年12月30日 | 日曜 0:00 - 0:30（土曜深夜） | 独立局   |              |
| 群馬県   | 群馬テレビ   | 2012年12月30日 | 日曜 0:00 - 0:30（土曜深夜） | 独立局   |              |
| 日本全域 | BS11         | 2013年1月5日   | 土曜 0:30 - 1:00（金曜深夜） | BS放送   | 『ANIME+』枠 |

### BD / DVD
2013年2月27日から発売。各巻には特典CD、特製ブックレットなどが同梱されている。第3巻・第5巻・第7巻には原作者書き下ろし特典小説『俺の彼女と幼なじみが修羅場すぎる-1』を収録。各キャラクターソングCDの作詞は全て原作者である裕時悠示が務めている。
| 巻 | 発売日        | 収録話          | 規格品番     | 規格品番     | 規格品番  | 特典CD                       |
| 巻 | 発売日        | 収録話          | BD限定版     | DVD限定版    | DVD通常版 | 特典CD                       |
| -- | ------------- | --------------- | ------------ | ------------ | --------- | ---------------------------- |
| 1  | 2013年2月27日 | 第1話           | ANZX-6581/82 | ANZB-6581/82 | ANSB-6581 | Girlish Lover                |
| 2  | 2013年3月27日 | 第2話 - 第3話   | ANZX-6583/84 | ANZB-6583/84 | ANSB-6583 | 春咲千和キャラクターソングCD |
| 3  | 2013年4月24日 | 第4話 - 第5話   | ANZX-6585/86 | ANZB-6585/86 | ANSB-6585 | オリジナルサウンドトラック   |
| 4  | 2013年5月22日 | 第6話 - 第7話   | ANZX-6587/88 | ANZB-6587/88 | ANSB-6587 | 夏川真涼キャラクターソングCD |
| 5  | 2013年6月26日 | 第8話 - 第9話   | ANZX-6589/90 | ANZB-6589/90 | ANSB-6589 | 秋篠姫香キャラクターソングCD |
| 6  | 2013年7月24日 | 第10話 - 第11話 | ANZX-6591/92 | ANZB-6591/92 | ANSB-6591 | 冬海愛衣キャラクターソングCD |
| 7  | 2013年8月21日 | 第12話 - 第13話 | ANZX-6593/94 | ANZB-6593/94 | ANSB-6593 | Girlish Party                |

### モバイル
NECビッグローブのスマートフォン向けアプリのカードコレクションゲーム『嫁コレ』に参加している。